# Palazzo Latmiral

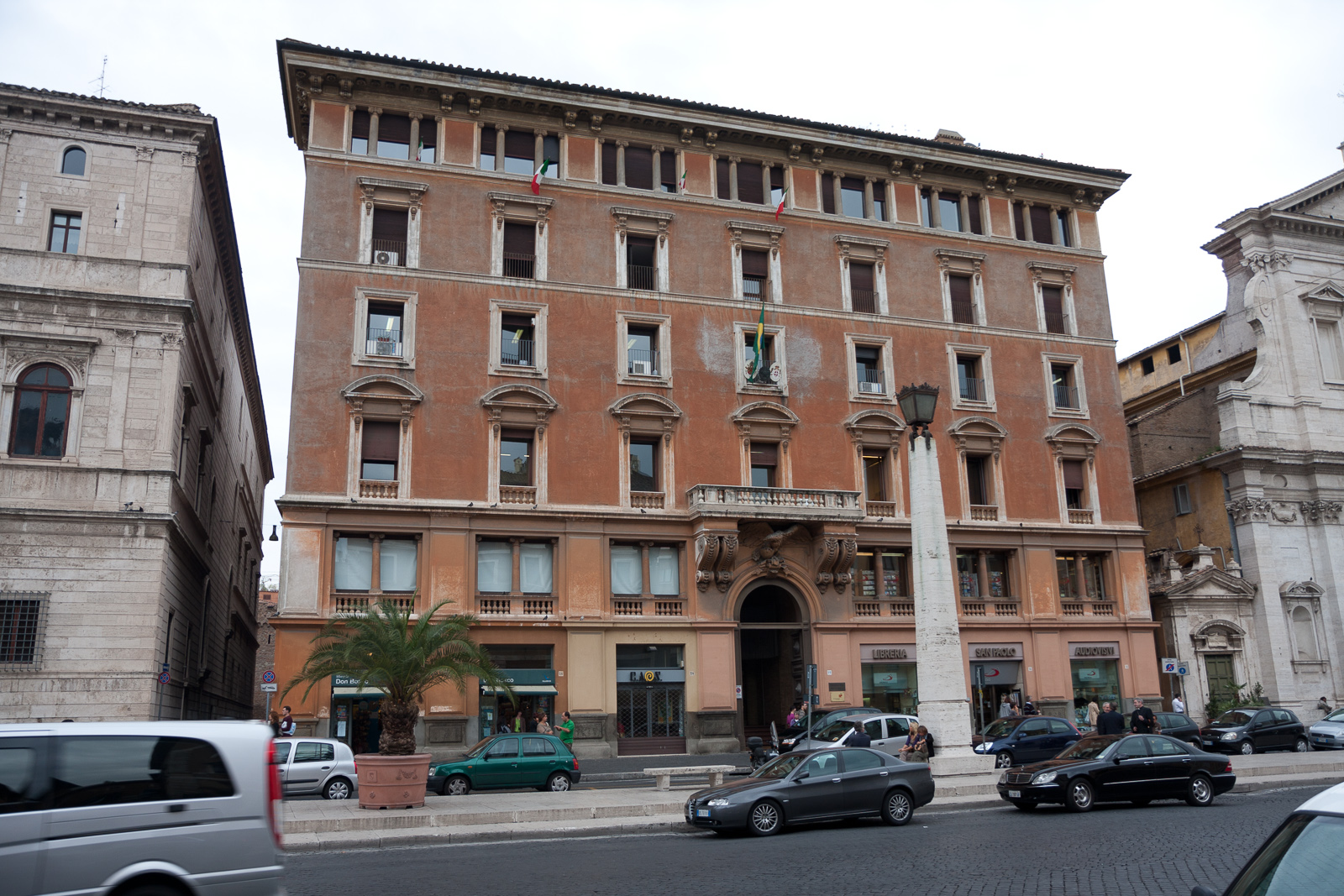
Fachada principal do palácio na Via della Conciliazione.

Palazzo Latmiral é um palácio eclético localizado na altura do número 16-22 da Via della Conciliazione, no rione Borgo de Roma, entre a igreja de Santa Maria in Traspontina e o Palazzo Giraud Torlonia. Atualmente abriga a embaixada do Brasil à Santa Sé.

## História

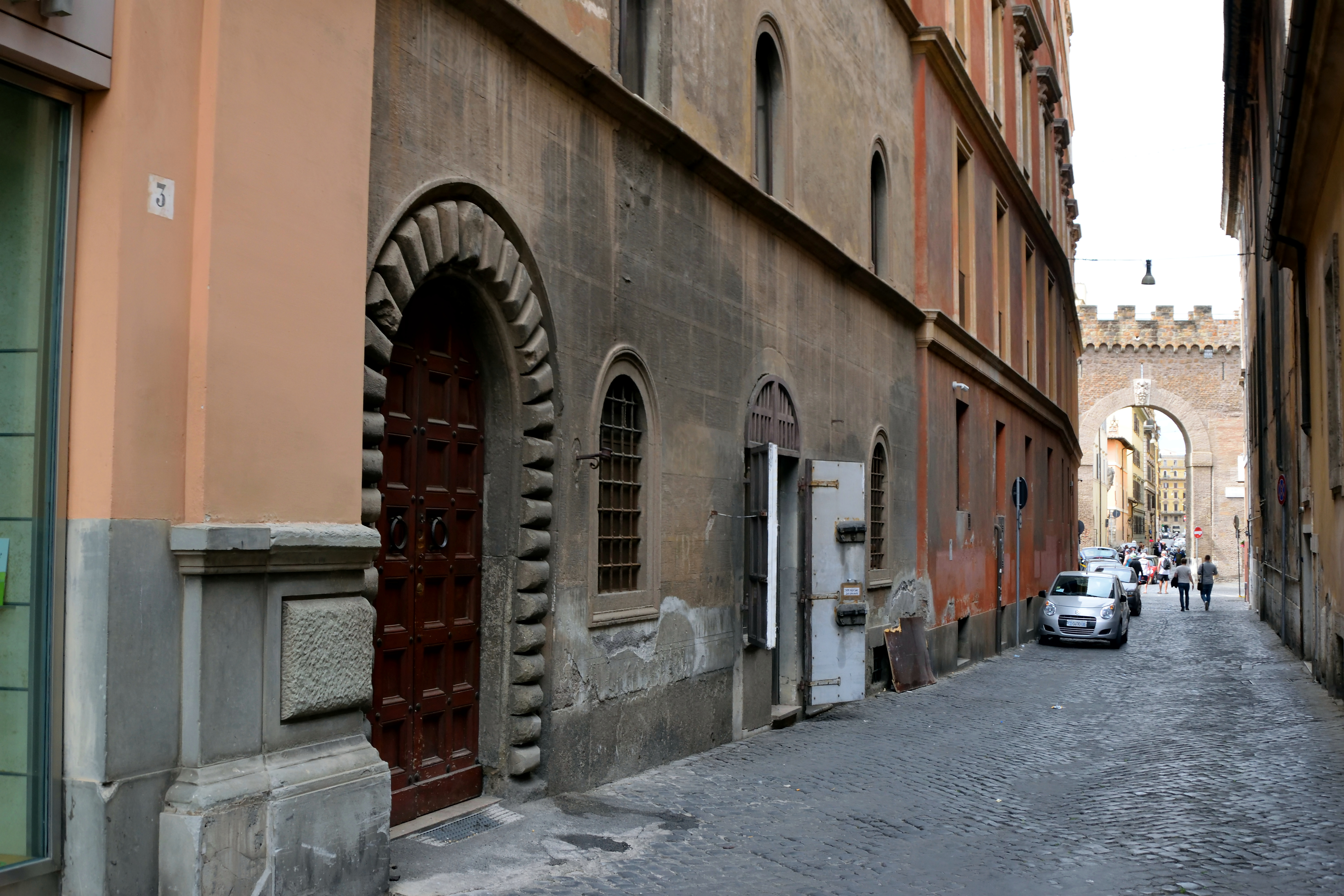
Vista lateral na Via del Campanile mostrando antiga residência medieval (Casa del Boia) incorporada ao palácio.

Este palácio foi construído em 1887 pelo arquiteto Agide Spinedi para Giuseppe Latmiral num terreno localizado entre o Borgo Sant'Angelo, a Via dell'Inferriata, o Vicolo del Campanile e a própria Via della Concilizione, onde está a fachada principal. Restaurado pelos arquitetos Marcello Piacentini e Attilio Spaccarelli, o palácio, que abriga escritórios particulares além da embaixada brasileira, incorporou, nos números 4 e 5 do Vicolo, uma casa do século XV com três andares e janelas semicirculares que ainda preserva restos da decoração pintada na fachada conhecida como Casa del Boia. 
Estes afrescos já bastante desgastados foram pintados, segundo Vasari, por Giulio Romano. As pinturas no primeiro piso representam "Quatro Reis Dácios Prisioneiros e suas Armaduras" e "Boiada Atacada por Mercúrio". O friso acima está decorado por brasões da família Médici (um anel e três penas de avestruz) entre dois leões. As pinturas do segundo andar mostram algumas figuras mitológicas femininas e "Argo com Duas Vacas", com um friso idêntico acima. A fachada toda foi restaurada em 1936.
Um dos habitantes mais famosos desta residência foi o carrasco papal Giovanni Battista Bugatti, conhecido como "Mastro Titta", responsável pela execução de 516 pessoas entre 1796 e 1864. Ele era extremamente meticuloso e escreveu um minucioso livro de memórias. Através dele, sabe-se que as execuções ocorriam na Ponte Sant'Angelo, na Piazza del Popolo e na Via dei Cerchi. A última execução por ordem papal ocorreu no ano da captura de Roma (1870).